# NGC 3883
NGC 3883 ist eine Spiralgalaxie vom Hubble-Typ Sb im Sternbild Löwe an der Ekliptik. Sie ist schätzungsweise 312 Millionen Lichtjahre von der Milchstraße entfernt, hat einen Durchmesser von etwa 260.000 Lj und ist Mitglied des Leo-Galaxienhaufens.
Im selben Himmelsareal befinden sich u. a. die Galaxien NGC 3861, NGC 3884, NGC 3886, IC 732.
Das Objekt wurde am 13. April 1785 von William Herschel entdeckt.